# Ultimate (Pet Shop Boys)
Ultimate è la settima raccolta del gruppo musicale britannico Pet Shop Boys, pubblicata il 1º novembre 2010 dalla Parlophone.
Si tratta della terza raccolta ufficiale dei maggiori successi del gruppo, pubblicata sotto esplicita richiesta dell'etichetta britannica Parlophone nel 2010 per celebrare i 25 anni di carriera del duo. Ultimate ha debuttato nella classifica britannica il 7 novembre 2010 piazzandosi alla posizione numero 27; ha debuttato invece alla posizione numero 50 della classifica europea, il 20 novembre 2010.
Il disco contiene diciotto singoli, disposti in ordine cronologico dal 1985 fino al 2010, con l'aggiunta dell'inedito Together.
In concomitanza con il disco viene pubblicato anche un DVD, in edizione speciale, che raccoglie tutte le esibizioni del duo alla famosa trasmissione Top of the Pops e ad eventi prestigiosi (fra cui il Festival di Glastonbury).

## Critiche
Ultimate è stata criticata negativamente dai fan del gruppo, per il fatto che si trattava della quarta raccolta pubblicata in 7 anni ed anche per il motivo che l'etichetta discografica Parlophone tentò di racchiude in un unico disco i 25 anni di carriera del gruppo, quando la vecchia raccolta PopArt: Pet Shop Boys (2003) racchiude l'allora ventennale carriera del gruppo in due dischi. Di conseguenza la selezione delle canzoni da includere come "hit" è stata trovata ingiusta nel confronti di altre canzoni che furono pietre miliari nella storia dei Pet Shop Boys, come ad esempio Opportunities (Let's Make Lots of Money), Rent e Can You Forgive Her?.
Per quanto riguarda l'unico singolo estratto dalla raccolta, Together viene inquadrata non tanto come un "nuovo singolo" quanto ad un incentivo per comprare la raccolta. Ciò però non incentivò l'acquisto della raccolta in quanto Together fu già resa disponibile per il mercato diverso tempo prima dell'uscita di Ultimate e pertanto i fan puntarono più all'acquisto del singolo che all'acquisto dell'intera raccolta.

## Tracce

### CD
1. West End Girls
2. Suburbia
3. It's a Sin
4. What Have I Done to Deserve This?
5. Always on My Mind
6. Heart
7. Domino Dancing
8. Left to My Own Devices
9. Being Boring
10. Where the Streets Have No Name (I Can't Take My Eyes Off You)
11. Go West
12. Before
13. Se a vida é (That's the Way Life Is)
14. New York City Boy
15. Home and Dry
16. Miracles
17. I'm with Stupid
18. Love Etc.
19. Together

### DVD
1. West End Girls (Top of the Pops, in data 15/12/1985)
2. Love Comes Quickly (Top of the Pops, 20/03/86)
3. Opportunities (Let's Make Lots of Money) (BBC 2 Whistle Test, 29/04/86)
4. Suburbia (Top of the Pops, 02/10/86)
5. It's a Sin (Top of the Pops, 25/06/87)
6. Rent (Top of the Pops, 22/10/87)
7. Always on My Mind (Top of the Pops, 10/12/87)
8. What Have I Done to Deserve This? (BRIT Awards, 08/02/88)
9. Heart (BBC 1 Wogan, 30/03/88)
10. Domino Dancing (Top of the Pops, 22/09/88)
11. Left to My Own Devices (Top of the Pops, 01/12/88)
12. So Hard (BBC 1 Wogan, 28/09/90)
13. Being Boring (Top of the Pops, 29/11/90)
14. Can You Forgive Her? (Top of the Pops, 10/06/93)
15. Liberation (Top of the Pops, 07/04/94)
16. Paninaro '95 (Top of the Pops, 03/08/95)
17. Se a vida é (That's the Way Life Is) (Top of the Pops, 02/12/03)
18. A Red Letter Day (Top of the Pops, 28/03/97)
19. Somewhere (Top of the Pops, 04/07/97)
20. I Don't Know What You Want but I Can't Give It Any More (Top of the Pops, 30/07/99)
21. New York City Boy (Top of the Pops, 08/10/99)
22. You Only Tell Me You Love Me When You're Drunk (Top of the Pops, 14/01/2000)
23. Home and Dry (Top of the Pops, 29/03/02)
24. I Get Along (Top of the Pops 2, 17/04/02)
25. Miracles (Top of the Pops, 14/11/03)
26. Flamboyant (Top of the Pops, 19/03/04)
27. I'm with Stupid (Top of the Pops, 23/04/06)
28. Live a Glastonbury 2010 (BBC Three 26/06/10)

## Classifica
| Classifica (2010) | Posizione |
| ----------------- | --------- |
| Regno Unito       | 27        |
| Germania          | 35        |
| Svezia            | 46        |
| Spagna            | 42        |
| Belgio            | 47        |
| European Hot 100  | 50        |
| Svizzera          | 73        |
| Messico           | 93        |